# Pálmai Zoltán
Pálmai Zoltán (Budapest, 1954. október 27. –) magyar rockdobos. Olyan jelentős együttesek tagja volt, mint a Germinál, Theátrum, a P. Mobil, az Illés-együttes, a Hobo Blues Band, a P. Box ,a Beatrice és a B52. Ő az egyetlen zenész, aki elmondhatja magáról, hogy mind a három „fekete bárány” zenekarban megfordult. 1996-tól Zámbó Jimmy kísérőzenekarában is játszott.
1974 és 1978 között, valamint 2020-tól   2022-ig  ismét a P. Mobil tagja. Vele készültek a Budai Ifjúsági Parkban 1977 nyarán felvett koncertfelvételek, amelyek jelenleg dobozban vannak, illetve elvesztek, de gyengébb másolataik megtalálhatóak az interneten.
Stúdiózenészként több mint száz hanglemezen közreműködött: a Fonográf, Szörényi Levente, Fenyő Miklós, Cseh Tamás, Sass Sylvia, Delhusa Gjon, Vikidál Gyula, Varga Miklós, a Prognózis, Illés Lajos, Demjén Ferenc, a Dolly Roll, a 100 Folk Celsius, az MHV, Zámbó Jimmy, és a Bulldózer albumain.
Gyermekei: Pálmai Anna a Budapesti Katona József Színház színésznője, Pálmai Tamás és Pálmai Lili.

## Diszkográfia

### P. Mobil
- Múlt idő 1973-1985 (2003-ban jelent meg a P. Mobil könyv első CD-mellékleteként korábban nem publikált archív felvételekkel)
- Mobilizmo (az 1981-es album 2003-as kiadásán szereplő bónusz demó felvételek egy részén)
- Heavy Medal (az 1983-as album 2003-as kiadásán szereplő bónusz demó felvételek egy részén)
- Honfoglalás (az 1984-es album 2003-as kiadásán szereplő bónusz demó felvételek egy részén)
- Vikidál-évek (1976-1979) -az első két CD (Nagylemez nélkül 1.-2.) számainak egy részén.

### Illés
- Express Image (1980-ban Csehszlovákiában kiadott angol nyelvű album)

### Hobo Blues Band
- Középeurópai Hobo Blues (1980)
- Kopaszkutya (1981-ben betiltották, 1993-ban jelent meg)
- Oly sokáig voltunk lenn (1982)
- Még élünk (1983)

### P. Box
- Ómen (1985)
- A zöld, a bíbor és a fekete (1995) – Bencsik Sándor emlékére készült válogatás, Pálmai Zoltánnal egy P. Box és két Bill és a Box Company felvétel hallható (utóbbiak itt jelentek meg először)

### Beatrice
- Gyermekkorunk lexebb dalai (1990)
- Utálom az egész XX. századot (1991)
- A Beatrice legjobb dalai (koncertfelvétel – 1992)
- 20 éves jubileumi koncert (koncertfelvétel – 1998)

### Zámbó Jimmy kísérőzenészeként
- Fogadj örökbe (1998)
- Dalban mondom el (1999)
- Karácsony Jimmyvel (2000)
- Csak a jók mennek el (2001)
- Szeptember volt (2004)
- Requiem (2005)

### B52
- B52 (2017)